# Artes liberais

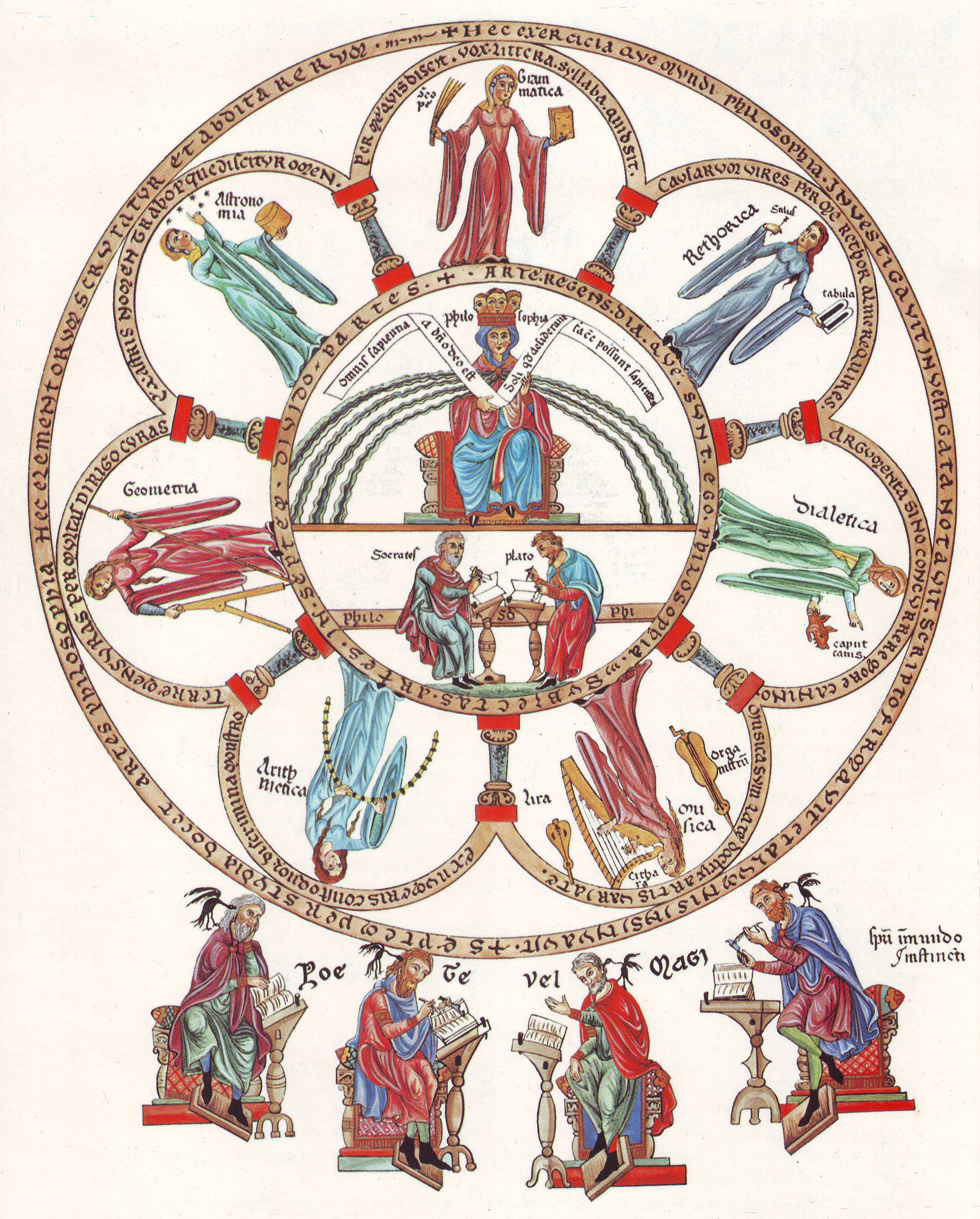
Philosophia et septem artes liberales ("Filosofia e As Sete Artes liberais"). De Herrad de Landsberg da obra Hortus Deliciarum (século XII).

Artes liberais (do latim ars liberalis) é o termo que define uma metodologia de ensino, organizada na Idade Média, cujo conceito foi herdado da antiguidade clássica. Contemporaneamente, o conceito de artes liberais denota a formação multidisciplinar visando a formação plena, sem necessariamente ser profissionalizante.
Referem-se aos ofícios, disciplinas acadêmicas ou profissões ("artes") desempenhadas pelos homens livres. São compostas do Trivium (lógica, gramática, retórica) e do Quadrivium (aritmética, música, geometria, astronomia). Tal conceito foi posto em oposição às Artes Mechanicae (artes mecânicas), consideradas próprias aos servos ou escravos.
A personificação das Sete Artes Liberais (Trivium et Quadrivium) foi um tema iconográfico muito comum nas artes medieval e moderna.

## Artes liberais clássicas
O conceito de arte dado por Aristóteles, "a capacidade de produzir com raciocínio reto", ou ainda, "uma disposição suscetível de criação acompanhada de  razão verdadeira", é capaz de fornecer alguns elementos acerca do conceito de artes liberais que os homens da Antiguidade e da Idade Média tinham.[carece de fontes?]
Entre os romanos, Cícero e Sêneca, idealizaram a educação liberal que, para os latinos era fundada principalmente na retórica. As artes liberais eram consideradas as disciplinas próprias para a formação de um homem livre, desligadas de toda preocupação profissional, mundana ou utilitária. Contrapõem-se às artes mecânicas  ou seja, às disciplinas não diretamente relacionadas a interesses imateriais, metafísicos e filosóficos, mas estritamente técnicos (voltados à produção de utilidades que sirvam às necessidade cotidianas do homem). Mediante o domínio das artes liberais, o homem seria capaz de produzir obras e ideias com poder de elevar o espírito humano para além dos interesses puramente materiais, rumo a um entendimento racional e livre da verdade.
Quanto ao conteúdo, as artes liberais clássicas não possuíam um número fechado de disciplinas. Por vezes, a dança, a poesia, a ginástica, a medicina e a arquitetura eram contadas como artes liberais.

## Artes liberais no período medieval
Embora a expressão e o conceito de artes liberais tenha se originado na antiguidade, foi nas universidades medievais que adquiriu seu alcance e significado de Studium Generale. A partir de Marciano Capela no século VI d.C. convencionou-se enumerá-las em sete artes liberais.  
No início da Idade Média, a educação liberal servia para preparar o clero e para a educação cortesã. Foi assim na reforma proposta por Alcuíno na Renascença carolíngia. Com o advento das universidades a partir do século XII, as artes liberais ganharam um aspecto propedêutico, servindo de iniciação aos graus superiores. 

### As sete artes liberais
Tradicionalmente, as sete artes liberais englobam, desde a Idade Média, dois grupos de disciplinas: o trivium, com as artes retórica, lógica (dialéctica) e gramática; o quadrivium, com música, aritmética, geometria e astronomia. O trivium concentra o estudo do texto literário por meio de três ferramentas de linguagem pertinentes à mente. O quadrivium engloba o ensino por meio de quatro ferramentas relacionadas à matéria e à quantidade.

#### OTrivium
Etimologicamente, trivium  significa "o cruzamento e articulação de três ramos ou caminhos" Esse grupo de disciplinas incluía a lógica (ou dialéctica), a gramática e a retórica. As artes do trivium teriam como objetivo desenvolver a expressão da linguagem.
|                     |           |                                            |
| Lógica (Dialéctica) | Gramática | 'Retórica' Joos van Wassenhove (século XV) |

#### OQuadrivium
O quadrivium, etimologicamente o cruzamento de quatro ramos ou caminhos. Está voltado para o estudo da matéria, por meio do domínio das seguintes disciplinas: aritmética (a teoria dos números); em música (a aplicação da teoria do número), em geometria (a teoria do espaço) e em astronomia (a aplicação da teoria do espaço). De acordo com  a definição de Irmã Miriam Joseph, a matéria teria como característica essencial o número e a extensão, temas analisados respectivamente pela aritmética e pela música, bem como pela geometria e astronomia.
No âmbito do quadrivium, a música é entendida como o estudo dos princípios musicais (educação musical), tais como harmonia, não podendo ser confundida com a música instrumental aplicada (uma das sete belas-artes). O objetivo destas artes ditas "da quantidade" era prover meios e métodos para o estudo da matéria, sujeitos a aprimoramento no âmbito das disciplinas ditas superiores.
|            |                                            |           |                                  |
| Aritmética | 'Música', Joos van Wassenhove (século XV). | Geometria | Astronomia (Astrologia clássica) |

### Estudos superiores

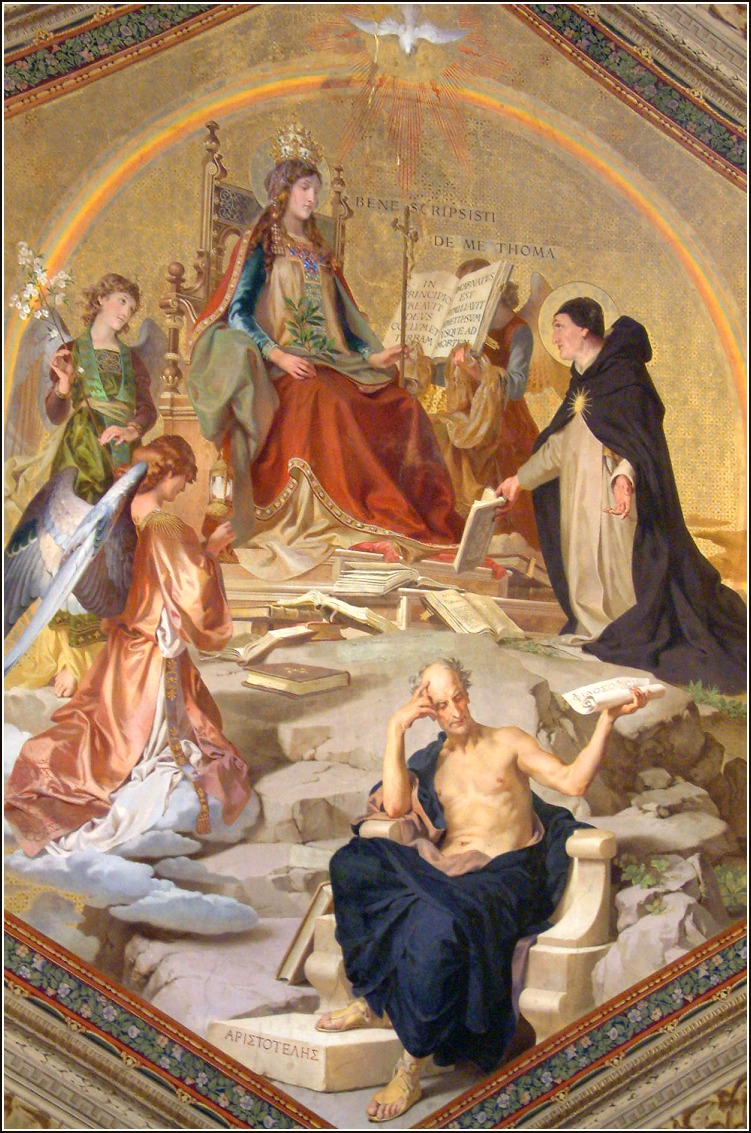
Santo Tomás de Aquino e Aristóteles, na ocasião em que (ao primeiro) foi dito: "Bene scripsisti de me, Thoma"

As disciplinas ditas superiores (de acordo com a definição dada pelos conceitos clássicos e medievais) formavam a parte central e preparatória do currículo das universidades medievais, preparando o aluno para entrar em contato com as três principais formações de tais centros de saber: a medicina, o direito e a teologia.
Como outras artes normativas, que ajustam ou regulam segundo um padrão ou norma, as artes da linguagem consistem em estudos práticos que ajustam a linguagem segundo uma norma, como por exemplo:
1. o pensamento segundo a verdade;
2. as palavras faladas e escritas segundo a correção; ou
3. a comunicação segundo a eficácia.

É por isso que, no âmbito das artes liberais e dos princípios da educação superior, diz-se que "a verdade é a norma ou a meta da lógica", "a correção é a norma da gramática" ou "a eficácia é a norma da retórica".

## Séculos XV-XVI
Nos séculos XV e XVI, as artes liberais medievais foram reorganizadas diante das grandes transformações sociais e intelectuais desse período. Sob a influência do Renascimento e do Humanismo italiano, o currículo medieval do trivium foi ampliado e renomeado como studia humanitatis, mantendo ênfase na gramática e na retórica, mas excluindo a lógica e introduzindo disciplinas como poesia, história e filosofia moral (ética). Esse enfoque clássico-humanístico visava desenvolver a eloquência e as aptidões consideradas essenciais no período, seguindo o ideal de humanitas (virtus). Paralelamente, inovações como a imprensa de Gutenberg (c. 1450) possibilitaram o acesso mais amplo ao conhecimento, barateando livros e difundindo rapidamente as ideias pela Europa. As grandes navegações e descobertas científicas, por sua vez, ampliaram o escopo do ensino: o contato com novos territórios acrescentou conteúdos de geografia e história , enquanto progressos astronômicos impulsionaram o estudo de matemática e astronomia nas escolas e universidades. A Reforma Protestante também influenciou o currículo ao valorizar o estudo dos textos bíblicos nos idiomas originais e usar a imprensa para propagar doutrinas, reforçando o ideal humanista de uma educação baseada nas artes liberais clássicas e no pensamento crítico. Em síntese,essas reformas curriculares podem ser interpretadas como uma resposta às novas exigências culturais, políticas e econômicas do período, orientando a formação para cidadãos instruídos e virtuosos adequados às transformações do seu tempo.
Essa valorização das studia humanitatis influenciou diversas áreas do saber, incluindo as artes visuais. É nas artes visuais que a retórica, tradicionalmente associada à arte da persuasão verbal, encontra no Renascimento um novo campo de aplicação. Nesse período, a pintura passou a ser concebida como um discurso silencioso, mas dotado de grande força argumentativa. Sob a influência do humanismo e da redescoberta dos autores clássicos, como Aristóteles, Cícero e Quintiliano, artistas e teóricos passaram a ver a imagem como veículo de raciocínio e emoção, capaz de educar e mover o espectador, tal como um orador faria em praça pública. 
No campo da pintura, a valorização das artes liberais e do ideal humanista traduziu-se na adoção de uma abordagem intelectual da prática artística. A pintura passou a ser também concebida como um exercício racional, além de sua dimensão manual, comparável à elaboração de um discurso persuasivo. Autores como Leon Battista Alberti, em seu influente tratado De Pictura (1435), sustentaram que a pintura deveria seguir os mesmos princípios da retórica clássica: clareza, ordem e eficácia comunicativa. Para Alberti, a arte visual deveria atingir três finalidades fundamentais — docere (ensinar), delectare (deleitar) e movere (comover) —, exigindo do pintor uma composição capaz de comunicar ideias com inteligibilidade, beleza e força emocional. Além desses objetivos, a pintura renascentista incorporou os modos de persuasão aristotélicos, tradicionalmente vinculados ao discurso verbal. O ethos manifestava-se na credibilidade do artista e na autoridade moral atribuída às figuras representadas; o pathos, na capacidade da imagem de suscitar emoções no espectador, por meio de gestos, expressões e cenários dramáticos; e o logos, na racionalidade da composição, expressa no uso da perspectiva linear, na harmonia geométrica e na coerência simbólica do conteúdo representado

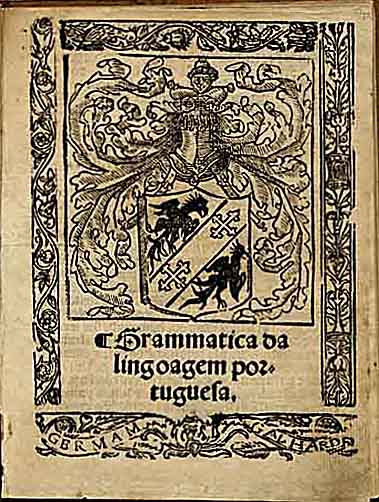
Capa da Grammatica da Lingoagem Portguesa, de Fernão de Oliveira (1536). Atualmente, a obra encontra-se disponível para acesso no acervo digital da Biblioteca Nacional de Portugal[https://purl.pt/120

Esse movimento de reestruturação das artes liberias também materializou-se na gramática, tendo como principal exemplo a publicação da Grammatica da lingoagem portuguesa, de Fernão de Oliveira, em 1536. Considerada a primeira gramática da língua portuguesa escrita em português, a obra é considerada uma das primeiras manifestações de consolidação do vernáculo  como instrumento legítimo de saber e expressão. De acordo com Paul Teyssier, em sua obra História da Língua Portuguesa (1997), Oliveira não apenas descreve a estrutura do português, mas também o insere em um diálogo comparativo com o latim e o castelhano , abordando aspectos como fonética, etimologia, morfossintaxe e ortografia. Diferentemente das gramáticas normativas latinas do período, sua abordagem privilegia a descrição da língua tal como era falada, apontando para uma preocupação genuinamente linguística e identitária.
Paralelamente, o século XVI foi palco de reestruturações no campo da música, embora essa disciplina não ocupasse mais posição central na formação do “homem liberal”. Destacou-se a ascensão da polifonia como linguagem musical predominante. Caracterizada pela sobreposição de linhas melódicas independentes, essa prática organizou-se em contraponto, técnica que estrutura harmonicamente as vozes. Segundo Allan W. Atlas, esse modelo composicional aumentou a complexidade técnica da música renascentista e ampliou suas possibilidades expressivas . Novas formas musicais, como o madrigal, o moteto e a missa polifônica, passaram a conviver com repertórios igualmente significativos. Ao mesmo tempo, a música instrumental ganhou destaque, impulsionada pela ampliação do repertório e pela popularidade de instrumentos como o alaúde - este, vale destacar, torna-se-á símbolo da música na obra visual Os Embaixadores -, o cravo e a viola da gamba - estes últimos com papel reconhecido tanto em performances solo quanto em consortes - refletindo uma crescente autonomia da música sem texto

## Iluminismo e a educação profissional oitocentista
As Artes Liberais não sobreviveriam ao iluminismo europeu, sendo substituídas pela educação superior profissional ou científica.
A educação liberal deu lugar à formação profissional a partir das reformas universitárias na Prússia, lideradas por Wilhelm von Humboldt e na educação universitária francesa após a revolução. A Escola Normal Superior e a Escola Politécnica visava a formação profissional e considerava a formação liberal como resquício da aristocracia. Gradualmente, a maior parte das universidades da Europa e do mundo, abandonaram a educação liberal. As primeiras faculdades do Brasil visavam a formação profissional e não a formação liberal e assim foi quando instituíram as universidades no país no século XX (ver: História da educação no Brasil). O conceito de educação superior liberal continuou a existir nos Estados Unidos.

## Nos EUA e Canadá

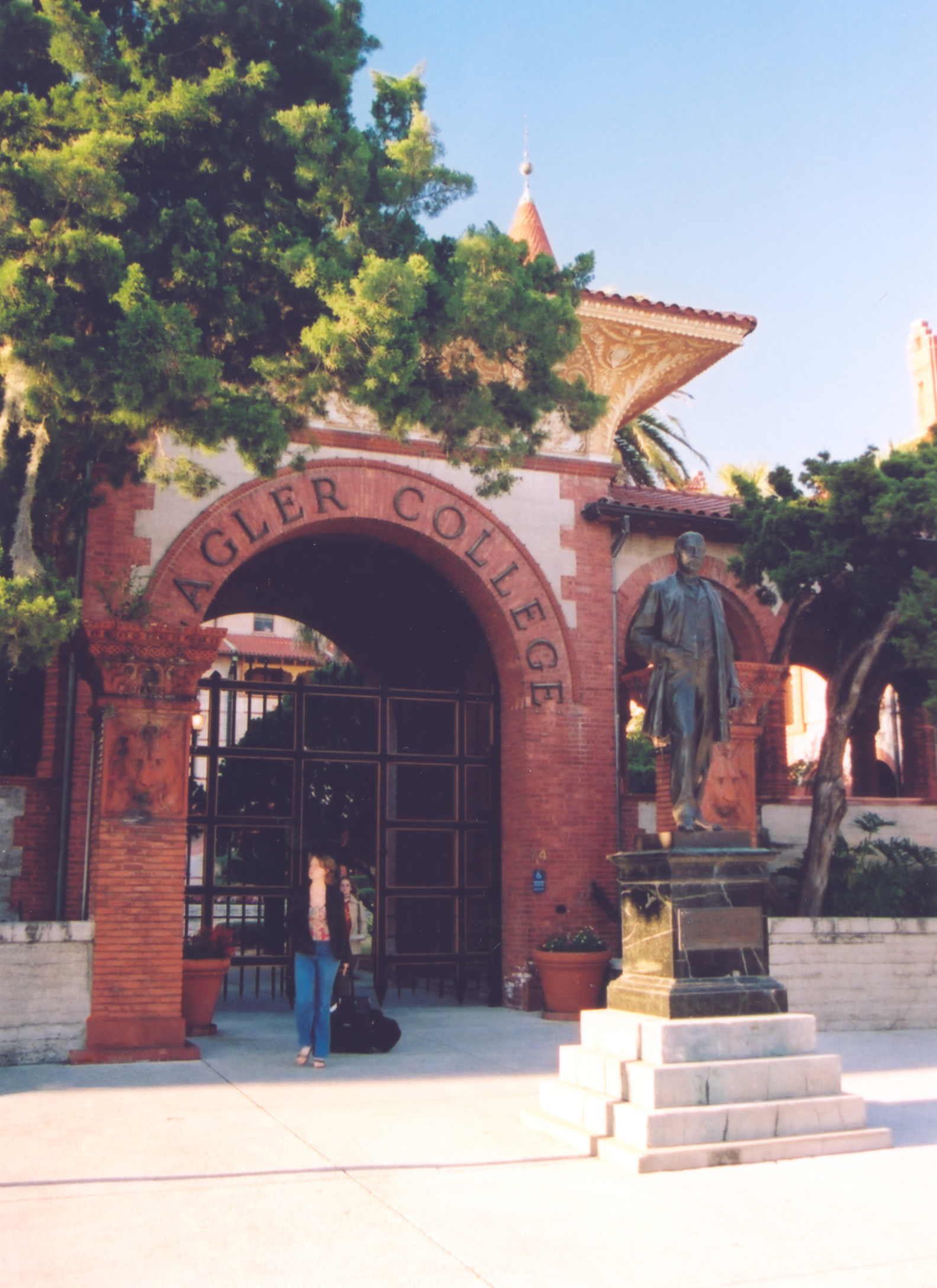
Flagler College (Flórida).

Nos Estados Unidos e Canadá a educação interdisciplinar segue um esquema contemporâneo das artes liberais.
Tipicamente um Bacharelado em Artes ou um Bacharelado em Ciências, em inglês Bachelor of Arts, sigla B.A. e Bachelor of Science abreviado B.S., leva quatro anos, estudando matérias obrigatórias e optativas dentro de chaves de disciplinas como:
- Comunicação: redação acadêmica, redação criativa, oratória, leitura, pensamento crítico, metodologia científica;
- Quantificação: cálculo, estatística, lógica simbólica;
- Ciências Naturais: biologia geral e humana, química, física, astronomia;
- Ciências Sociais: sociologia, antropologia, economia, ciências políticas, geografia, psicologia;
- História: história mundial, história americana, história não-ocidental;
- Humanidades: filosofia, religião comparada, literatura, história da arte, apreciação musical;
- Língua Estrangeira: no mínimo dois anos de estudos;
- Diversidade Cultural: estudos sobre minorias, estudos de gênero e sexualidade, língua de sinais.

Além das disciplinas tradicionais acima, há a possibilidade de estudar conjuntamente cursos técnicos, artísticos e profissionalizantes como Tecnologia da Informação, fotografia, design gráfico, administração.
O aluno pode declarar uma major (área de concentração de seus estudos) e uma minor (uma segunda área de concentração de estudos), com uma titulação específica (a exemplo: Bachelor of Arts, Major in Mathematics, Minor in Economics).
Além de programas vinculados à universidades há os chamados Liberal Arts Colleges que são pequenas faculdades, geralmente com maior investimento por aluno, com turmas e  salas de aulas pequenas, forte ênfase em composição de ensaios, e demandam uma grande interação com os professores.
Após concluir o bacharelado em artes liberais o estudante pode seguir carreiras profissionais, como medicina, direito, teologia; ou acadêmicas como o Master of Arts e o Doctor of Philosophy.

## No Brasil e em Portugal

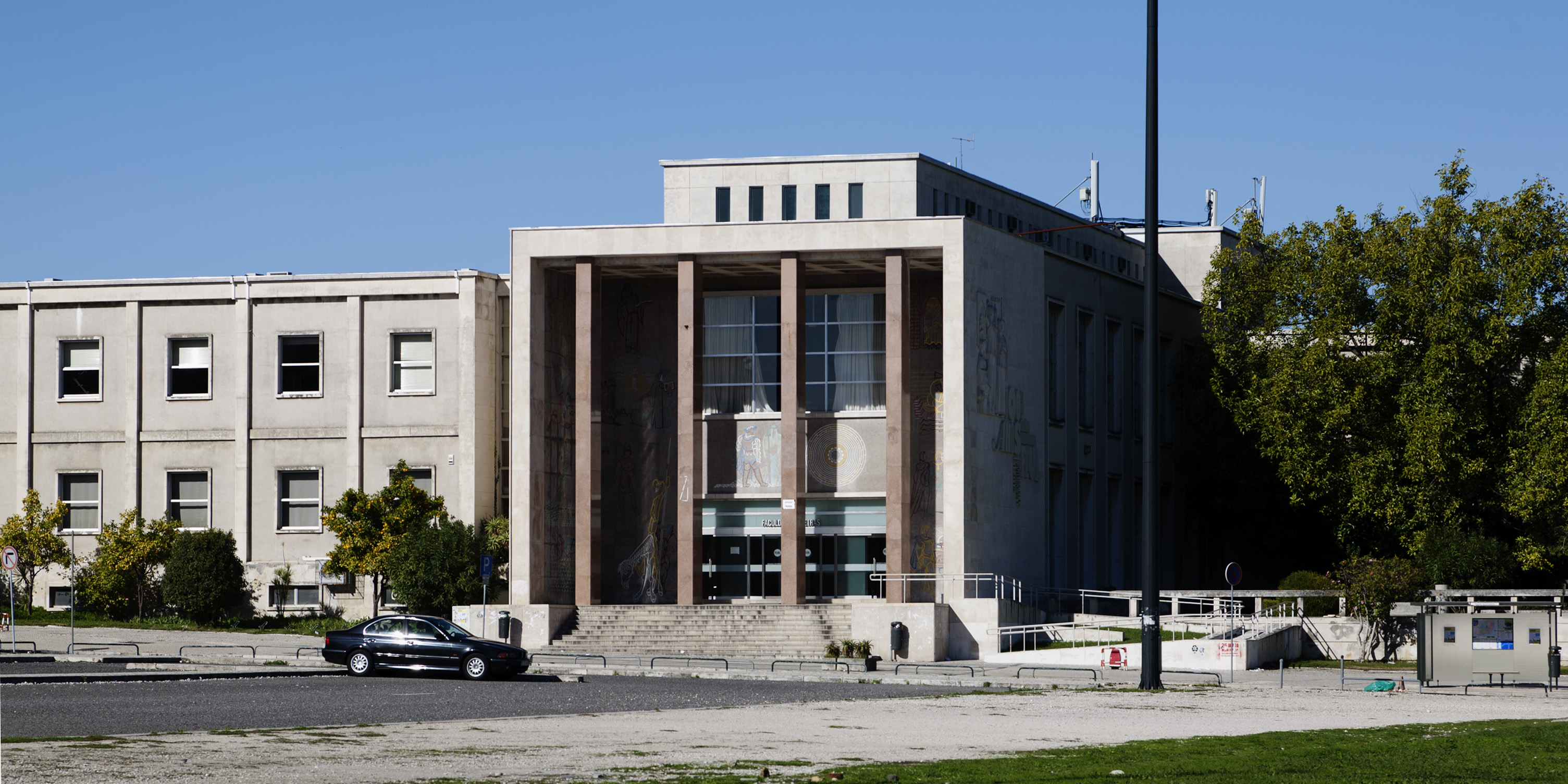
Faculdade de Letras da Universidade de Lisboa.

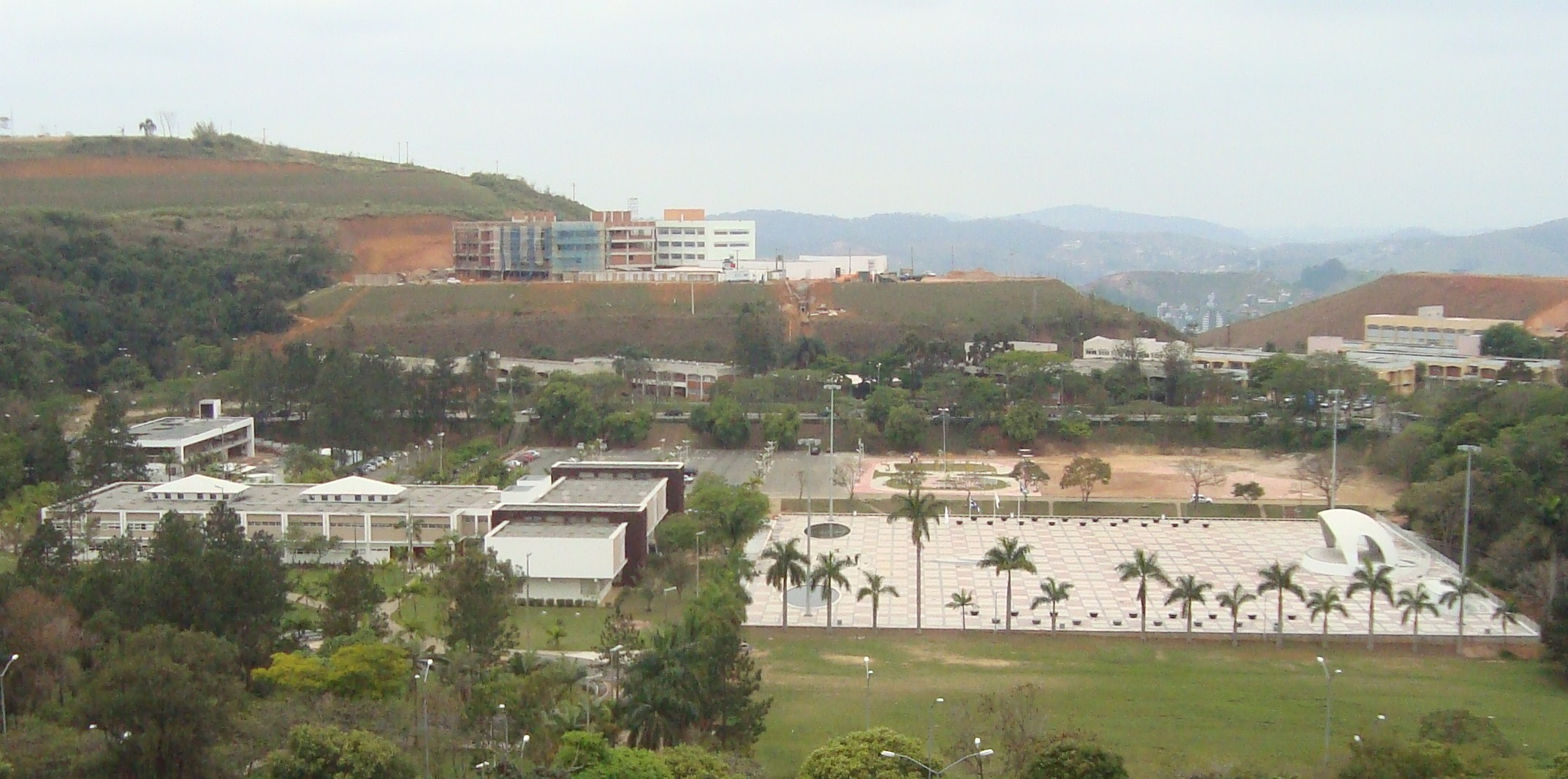
Universidade Federal de Juiz de Fora.

Os impedimentos coloniais no Brasil dificultaram o estabelecimento de educação superior antes da independência do país. Já no século XVIII, houve o curso de artes liberais no Colégio Jesuítico da Bahia, sendo banido seus diplomas superiores. Um certo João da Cointa  é notado pelo Padre Anchieta de ter ensinado essas artes no litoral paulista. Assim, com a independência surgiram os cursos superiores de engenharia, direito e medicina, não voltados para uma educação liberal, mas uma educação tecnicista nos moldes das faculdades alemãs e francesas.
Apesar disso, há instâncias de brasileiros, como Gilberto Freyre, tendo se graduado nas Artes Liberais. Entretanto, somente no século XIX que se firmariam uma educação multidisciplinar humanística e científica com os bacharelados interdisciplinares.
As artes liberais contemporâneas não se limitam ao trivium e quatrivium, nem na formação clássica dos Liberal Arts colleges americanos do século XIX. Antes, essa educação busca conhecer as ciências, humanidades e tecnologias além de proficiência em análise quantitativa e comunicação eficiente.
Chamados de Bacharelados Interdisciplinares no Brasil ou de Licenciatura em Estudos Gerais em Portugal , as Artes Liberais voltaram ser cursos de graduação na Europa e Brasil, inspirados no modelo americano. No Brasil há cursos interdisciplinares em várias universidades federais, como a UFBA, UFSB, UFJF, UFVJM, UFABC, UFSJ, UFRGS, UFERSA, UFC, UNILAB, UNIPAMPA, UNIFESP. Em Portugal, há o novo curso na Universidade de Lisboa. Esses cursos permitem uma mobilidade do estudante através de departamentos e disciplinas, além de cobrar uma área de concentração, formando assim estudantes com conhecimentos amplos e habilidades profundas em uma área do saber. Com esse conhecimento, há a possibilidade de uma posterior formação profissional em um segundo ciclo ou pós-graduação. O estudante sai preparado a adaptar às mudanças da sociedade, tecnologias e do mercado, além de estar pronto para avaliar e utilizar criticamente as informações.
Em 2021, o Instituto Hugo de São Vítor, que oferece formação nas Artes Liberais por meio de cursos e livros, anunciou um projeto de financiamento coletivo para a construção de uma escola física, o Colégio São José, que irá utilizar a doutrina do Trivium e do Quadrivium como fundamento pedagógico.